# キャリアコンサルティング技能士
キャリアコンサルティング技能士（キャリアコンサルティングぎのうし）とは、技能検定制度の一種で、キャリアコンサルティングに関する国家検定である。
職業能力開発促進法第47条第1項により厚生労働大臣が指定する指定試験機関（特定非営利活動法人キャリアコンサルティング協議会）が実施するキャリアコンサルティングに関する学科及び実技試験に合格した者をいう。

## 概要
技能の内容に応じ、1級と2級に区分される。1級は「指導レベル」、2級は「熟練レベル」で、国家資格「キャリアコンサルタント」の上位資格に位置づけられる 。2008年に新たに追加された職種である。

## 受検資格
- 1級
  - 10年以上の実務経験を有する者。
  - 9年以上の実務経験を有する者で、大学において検定職種に関する科目について20単位以上修得し卒業した者。
  - 9年以上の実務経験を有する者で、キャリアコンサルタント試験の受験要件を満たすものとして厚生労働大臣が認定する講習（2021年3月31日までは標準レベルのキャリア・コンサルタント養成講座を含む。）を修了したもの又はこれと同等以上の講習を修了したもの
  - 8年以上の実務経験を有する者で、大学院において検定職種に関する科目について8単位以上修得し修了した者
  - 8年以上の実務経験を有する者で、キャリアコンサルタント試験に合格した者（2021年3月31日までは標準レベルのキャリア・コンサルタント試験に合格している者を含む。）又はキャリアコンサルタントである者。
  - 2級合格後、3年以上の実務経験を有する者。

- 2級
  - 5年以上の実務経験を有する者。
  - 4年以上の実務経験を有する者で、大学において検定職種に関する科目について20単位以上修得し卒業した者。
  - 4年以上の実務経験を有する者で、キャリアコンサルタント試験の受験要件を満たすものとして厚生労働大臣が認定する講習（2021年3月31日までは標準レベルのキャリア・コンサルタント養成講座を含む。）を修了したもの又はこれと同等以上の講習を修了したもの
  - 3年以上の実務経験を有する者で、大学院において検定職種に関する科目について8単位以上修得し修了した者
  - 3年以上の実務経験を有する者で、キャリアコンサルタント試験に合格した者（2021年3月31日までは標準レベルのキャリア・コンサルタント試験に合格している者を含む。）又はキャリアコンサルタントである者。

## 試験内容
試験は学科試験と実技試験からなる。学科試験、実技試験それぞれ単独で受験が可能である。

### 学科試験
出題形式
- マークシート(1級：五肢択一、2級：四肢択一）50問、100分

合格基準
- 70点以上（100 点満点）

試験科目
- 1.キャリアコンサルティングの社会的意義
  - 1-1.社会及び経済の動向並びにキャリア形成支援の必要性の理解
  - 1-2.キャリアコンサルティングの役割の理解
- 2.キャリアコンサルティングを行うために必要な知識 
  - 2-1.キャリアに関する理論
  - 2-2.カウンセリングに関する理論
  - 2-3.職業能力開発（リカレント教育を含む）の知識
  - 2-4.企業におけるキャリア形成支援の知識
  - 2-5.労働市場の知識
  - 2-6.働政策及び労働関係法令並びに社会保障制度の知識
  - 2-7.学校教育制度及びキャリア教育の知識
  - 2-8.メンタルヘルスの知識
  - 2-9.中高年齢期を展望するライフステージ及び発達課題の知識
  - 2-10.人生の転機の知識
  - 2-11.個人の多様な特性の知識
  - 2-12.教育指導及び事例指導
- 3.キャリアコンサルティングを行うために必要な技能
  - 3-1.基本的な技能
  - 3-2.相談過程において必要な技能
- 4.キャリアコンサルタントの倫理と行動
  - 4-1.キャリア形成及びキャリアコンサルティングに関する教育並びに普及活動
  - 4-2.境への働きかけの認識及び実践
  - 4-3.ネットワークの認識及び実践
  - 4-4.己研鑽及びキャリアコンサルティングに関する指導を受ける必要性の認識
  - 4-5.キャリアコンサルタントとしての倫理と姿勢

### 実技試験
出題形式
- 1.論述試験　記述式による解答（1級：2事例、120分　2級：1事例、60分）
- 2.面接試験　ロールプレイおよび口頭試問（1級：1事例30分＋口頭試問10分　2級：1事例20分＋口頭試問10分）
  - 2-1.ロールプレイ：1級）受検者が事例指導者役となり、事例相談者役（キャリアコンサルタント）の指導を行う。　2級）受検者がキャリアコンサルタント役となり、相談者への相談対応を行う。
  - 2-2.口頭試問：自らの事例指導について試験官(技能検定委員)からの質問に答える。

合格基準
- 論述試験60点以上（100 点満点）かつ面接試験60点以上（100 点満点）

試験細目
- 1.基本的技能
  - 1-1.カウンセリングの技能
  - 1-2.グループアプローチの技能
  - 1-3.キャリアシートの作成指導及び活用の技能
  - 1-4.相談過程全体の進行の管理に関する技能
- 2.相談実施過程において必要な技能
  - 2-1.相談場面の設定
  - 2-2.自己理解への支援
  - 2-3.仕事理解への支援
  - 2-4.自己啓発の支援
  - 2-5.意思決定の支援
  - 2-6.方策の実行の支援
  - 2-7.新たな仕事への適応の支援
  - 2-8.相談過程の総括
- 3.事例指導

## 過去の実施状況
| 年度         | 1級    | 1級    | 1級    | 1級    | 1級    | 1級    | 2級    | 2級    | 2級    | 2級    | 2級    | 2級    |
| 年度         | 学科   | 学科   | 学科   | 実技   | 実技   | 実技   | 学科   | 学科   | 学科   | 実技   | 実技   | 実技   |
| 年度         | 受検者 | 合格者 | 合格率 | 受検者 | 合格者 | 合格率 | 受検者 | 合格者 | 合格率 | 受検者 | 合格者 | 合格率 |
| ------------ | ------ | ------ | ------ | ------ | ------ | ------ | ------ | ------ | ------ | ------ | ------ | ------ |
| 平成30年前期 | -      | -      | -      | -      | -      | -      | 1010人 | 817人  | 80.89% | 1817人 | 281人  | 15.47% |
| 平成29年後期 | 525人  | 153人  | 29.14% | 887人  | 49人   | 5.52%  | 1039人 | 537人  | 51.68% | 2195人 | 330人  | 15.03% |
| 平成29年前期 | -      | -      | -      | -      | -      | -      | 1016人 | 608人  | 59.84% | 2128人 | 289人  | 13.58% |
| 平成28年後期 | 586人  | 313人  | 53.41% | 769人  | 64人   | 8.32%  | 1236人 | 775人  | 62.70% | 2541人 | 388人  | 15.27% |
| 平成28年前期 | -      | -      | -      | -      | -      | -      | 1704人 | 1255人 | 73.65% | 2450人 | 403人  | 16.45% |
| 平成27年後期 | 534人  | 257人  | 48.13% | 604人  | 27人   | 4.47%  | 1939人 | 949人  | 48.94% | 2814人 | 530人  | 18.83% |
| 平成27年前期 | -      | -      | -      | -      | -      | -      | 1508人 | 804人  | 53.32% | 2136人 | 375人  | 17.56% |
| 平成26年後期 | 400人  | 156人  | 39.00% | 395人  | 35人   | 8.86%  | 2887人 | 1699人 | 58.85% | 2429人 | 461人  | 18.98% |
| 平成26年前期 | -      | -      | -      | -      | -      | -      | -      | -      | -      | 1984人 | 290人  | 17.22% |
| 平成25年後期 | 322人  | 119人  | 35.20% | 241人  | 28人   | 11.20% | 766人  | 521人  | 64.49% | 4437人 | 934人  | 20.60% |
| 平成25年前期 | -      | -      | -      | -      | -      | -      | -      | -      | -      | 3197人 | 729人  | 22.44% |
| 平成24年後期 | 268人  | 21人   | 7.58%  | 211人  | 44人   | 20.56% | 636人  | 371人  | 54.32% | 2337人 | 594人  | 24.95% |
| 平成24年前期 | -      | -      | -      | -      | -      | -      | -      | -      | -      | 1955人 | 628人  | 31.65% |
| 平成23年後期 | 221人  | 5人    | 2.16%  | 207人  | 44人   | 21.25% | 471人  | 152人  | 29.98% | 1732人 | 464人  | 26.78% |
| 平成23年前期 | -      | -      | -      | -      | -      | -      | -      | -      | -      | 1295人 | 307人  | 23.71% |
| 平成22年後期 | -      | -      | -      | -      | -      | -      | 380人  | 116人  | 27.88% | 1462人 | 390人  | 25.51% |
| 平成22年前期 | -      | -      | -      | -      | -      | -      | -      | -      | -      | 1368人 | 347人  | 24.96% |
| 平成21年後期 | -      | -      | -      | -      | -      | -      | 242人  | 118人  | 48.76% | 1162人 | 278人  | 23.92% |
| 平成21年前期 | -      | -      | -      | -      | -      | -      | -      | -      | -      | 1559人 | 346人  | 22.19% |
| 平成20年後期 | -      | -      | -      | -      | -      | -      | 493人  | 264人  | 53.54% | 2743人 | 478人  | 17.42% |

## 取得後の称号
試験に合格すると等級に応じて「キャリアコンサルティング技能士」の称号が付与される。なお、資格を表記する際には「1級キャリアコンサルティング技能士」、「2級キャリアコンサルティング技能士」のように等級を明示する必要がある。等級の非表示、等級表示位置の誤り、職種名の省略表示などは不可である。